# Escuelas clásicas de interpretación pianística
El nacimiento de las grandes escuelas pianísticas se sitúa a comienzos del siglo XIX, cuando el piano como instrumento independiente cristalizó, sobre todo gracias a la figura de Muzio Clementi.

## Principales escuelas
A comienzos del siglo XIX la interpretación del piano tuvo dos posturas técnicas que la condicionaron: la escuela de Johann Nepomuk Hummel que persiguió la claridad de la textura y la fluidez de la técnica, que seguía el espíritu interpretativo derivado de las obras de Mozart. Por otro lado estaba la que buscaba ampliar su dinamismo para conseguir efectos semejantes a los orquestales de gran dramatismo y vigor, tendencia propia de la obra de Beethoven para piano por ejemplo. Ante esta contraposición de pareceres técnicos, Muzio Clementi intentó que el intérprete estuviera preparado para cualquier ocasión derivada de la naturaleza de las obras a interpretar. Luego, el pianismo encontró sus representantes más destacados en John Field (discípulo de Clementi) y von Henselt (alumno de Hummel), además de Chopin, seguidor también de la escuela de Hummel.
A mediados del siglo XIX Liszt se convierte en la referencia absoluta de la interpretación, aunque tiende a centrarse en sus propias obras, especialmente en las trascripciones de obras orquestales de otros compositores. A partir de él se puede distinguir entre los discípulos directos de Liszt y los independientes, casi todos agrupados en la estética menos virtuosística y más sensible de Theodor Leschetitzky. Los pianistas más importantes por la rama lisztiana fueron Carl Tausig, Eugen D´Albert, Moritz Rosenthal, Emil Sauer y Alexander Siloti.
Estos dos últimos fueron a su vez discípulos del gran pianista ruso maestro y contemporáneo de Chaikovski, Anton Rubinstein y de ellos arranca la moderna escuela rusa. Alexander Siloti tuvo dos grandes discípulos, Konstantin Igumnov y Alexander Goldenweiser. De Igumnov parten Yakov Flier— cuyos mejores alumnos fueron Bella Davidovich, Victoria Postnikova, Vladimir Feltzmann, Mark Zelster y Mihail Rudy —  y Lev Oborin (Maestro de Vladimir Ashkenazy). Por su parte, de Goldenweiser derivan Tatiana Nikolaieva y Lazar Berman. Paralelamente, podemos hablar de otra escuela rusa que no tuvo savia alguna de Liszt y que parte de Félix Blumenfeld, cuyos principales discípulos fueron Vladimir Horowitz y Heinrich Neuhaus, un verdadero formador de escuela a cuyo tronco pertenecen nada más y nada menos que Stanislas Neuhaus, Sviatoslav Richter, Emil Gilels y Radu Lupu.
Una segunda generación derivada de Liszt incluye a Arthur Rubinstein, Claudio Arrau, Edwin Fischer, Ernö Dohnányi, Wilhelm Backhaus y, más tardíamente, Wilhelm Kempff. Esta generación fue esencialmente concertística y apenas creó escuela, con la excepción de Edwin Fischer (Insigne pedagogo) de quien derivan Paul Badura-Skoda, Jorg Demus, Alfred Brendel y Daniel Barenboim, y de Ernö Dohnányi, de quien derivan Mischa Levitzki, Geza Anda y Georg Cziffra. Indirectamente relacionado con Liszt estuvo Ferruccio Busoni y, a través de él, Egon Petri y posteriormente John Ogdon.
Por parte de la otra rama, la de Theodor Leschetitzky, la primera generación de sus discípulos contó con Vasili Safonov, Jan Paderewski, Artur Schnabel, Benno Moisewitsch, Myeczyslaw Horszowski y Alexander Brailowski. De Horszowski deriva Murray Perahia mientras que Artur Schnabel fue la base de una extraordinaria escuela centroeuropea en la sobresalen nombres tan importantes como Lili Kraus, Adrian Aeschbacher (El pianista “oficial” del III Reich), Clifford Curzon y Rudolf Firkušný. Por su parte, de Vasili Safonov parte la escuela norteamericana abanderada por el canadiense Glenn Gould, Byron Janis, John Browning, Van Cliburn y Andre Watts.
En cuanto a la escuela francesa, caracterizada por un extraordinario refinamiento y detallismo, muy en la línea con la música impresionista nacional de su país, arranca con las figuras del profesor Antoine François Marmontel (Que tuvo como alumnos a Debussy, Fauré y Ravel) y George Matthias (Alumno predilecto de Chopin y del que derivó Nikita Magaloff y, a través de él, Martha Argerich). De parte de Marmontel, nacido en 1816, podemos fijar hasta cuatro generaciones de pianistas franceses: La primera fijada por Marguerite Long, la gran figura pianística francesa de cuya escuela provienen Philippe Entremont, Gérard Tacchino y Bruno Leonardo Gelber. De la segunda generación de Marguerite Long — y muy interconectada con otras ramas derivadas de Marmontel — surgen Alfred Cortot, Lazare-Lévy, Yves Nat y Robert Casadesus. En la tercera generación, por parte de Alfred Cortot, sobresalen Vlado Perlemuter, Dinu Lipatti, Samson François, Karl Engel (Maestro de Maria Joao Pires) y Dino Ciani. Por parte de Lazare-Lévy, Clara Haskil, Monique Haas e Yvonne Loriod (Esposa de Olivier Messiaen). De Ives Nat, Pierre Sancan y el español Juan Padrosa. Dentro de la cuarta generación, como discípulos de Pierre Sancan podemos señalar a Jean-Bernard Pommier, Jean-Philippe Collard y Michel Béroff.
En Inglaterra podemos destacar a Myra Hess; en Italia a Alfredo Casella (De quien derivan Arturo Benedetti-Michelangeli y Maurizio Pollini) y en Polonia a Jan Ekier, de quien proviene Krystian Zimerman.
A continuación se incluye una lista de pianistas clásicos que ilustra la afiliación de la enseñanza de pianista en el orden histórico durante el siglo XIX y del siglo XX con eslabones en las escuelas clásicas conocidas.
Los estudiantes aparecen bajo el enseñante y en orden cronológico, si es posible. Los alumnos con varios enseñantes, han sido puestos en filiación del de mayor entidad.

## Línea Beethoven / Clementi – Czerny – Liszt / Leszetycki
- Muzio Clementi (1752–1832)[3]
  - Hélène de Montgeroult (1764–1836)
  - Johann Baptist Cramer (1771–1858)
  - Johann Nepomuk Hummel (1778–1837)
    - Sigismund Thalberg (1812–1871)
      - Charles Wilfrid de Bériot (1833–1914)
        - Charles Tournemire (1870–1937)
        - Enrique Granados (1867-1916)
        - Ricardo Viñes (1875–1943)[4]
        - Maurice Ravel (1875–1937)
        - Abel Decaux (1869-1943)
        - Paul Loyonnet (1889–1988)

    - Adolf von Henselt (1814–1889)

  - John Field (1782–1837)
    - Alexandre Dubuque (1812–1898)
      - Nikolaï Zverev (1832–1893)
      - Mili Balakirev (1837–1910)

  - Ignaz Moscheles (1794–1870)
    - Henry Litolff (1818–1891)
    - Felix Draeseke (1835–1913)
    - Louis Brassin (1840–1884)
      - Arthur De Greef (1862–1940)

    - Ernst Perabo (1845–1920)
    - Aleksander Michałowski (1851–1938)
      - Wanda Landowska (1879–1959)
      - Mischa Levitzki (1898–1941)
      - Vladimir Sofronitsky (1901–1961)[5]

- Carl Czerny (1791–1857)
  - Anton Door (1833–1919)
  - Theodor Kullak (1818–1882)
    - Xaver Scharwenka (1850–1924)
    - Alfred Grünfeld (1852–1924)
    - James Kwast (1852–1927)
      - Percy Grainger (1882–1961)
      - Ethel Leginska (1886–1970)
        - Daniel Pollack (1935– )
        - Bruce Sutherland (1926–2010)

    - Moritz Moszkowski (1854–1925)

  - Josef Dachs (1825–1896)
    - Wladimir von Pachmann (1848–1933)
    - Isabelle Vengerova (1877–1956)
      - Leonard Bernstein (1918–1990)

  - Franz Liszt (1811–1886)
    - Karl Klindworth (1830–1916)
      - Sergueï Liapounov (1859–1924)

    - Hans Bronsart von Schellendorff (1830–1913)
    - Hans von Bülow (1830–1894)
      - Karl Heinrich Barth (1847–1922)
        - Arthur Rubinstein (1887–1982)
        - Wilhelm Kempff (1895–1991)
          - Mitsuko Uchida (* 1948)
          - Gerhard Oppitz (* 1953)

    - Carl Tausig (1841–1871)
      - Adolf Schulz-Evler (1852–1905)

    - Sophie Menter (1846–1918)
      - Vassili Sapelnikov (1867–1941)

    - Anton Urspruch (1850–1907)
    - Martin Krause (1853–1918)
      - Edwin Fischer (1886–1960)
        - Conrad Hansen (1906–2002)
        - Grete Sultan (1906–2005)
        - Katja Andy (1907–2013)
        - Paul Badura-Skoda (1927–2019)
        - Alfred Brendel (* 1931)

      - Claudio Arrau (1903–1991)
        - Edith Fischer (*1935)
        - Aquiles delle Vigne (1946-2022)
        - Wolfgang Leibnitz (*1936)
        - Joan Moll (*1936)
        - Hilde Sommer (1926-2022)

    - Vera Timanova (1855–1942)
    - Arthur Friedheim (1859–1932)
    - István Thomán (1862–1940)
      - Arnold Székely (1874–1958)
        - György Kósa (1897–1984)
        - Ervin Nyíregyházi (1903–1987)
        - Louis Kentner (1905–1987)
        - Andor Földes (1913–1992)
        - Annie Fischer (1914–1995)
        - Lívia Rév (1916–2018)
        - Edith Farnadi (1921–1973)

      - Ernst von Dohnányi (1877–1960)
        - Mischa Levitzki (1898–1941)
        - Edward Kilenyi (1910–2000)
        - Tamás Vásáry (1933- )
        - Bálint Vázsonyi (1936–2003)
        - Géza Anda (1921–1976)
        - György Cziffra (1921–1994)
          - Pascal Amoyel (1971– )

      - Béla Bartók (1881–1945)
        - Georg Solti (1912–1997)
        - Lili Kraus (1905–1986)[6]
        - György Sándor (1912–2005)

    - Moriz Rosenthal (1862–1946)
      - Charles Rosen (1927–2012)

    - Emil von Sauer (1862–1942)
      - Frank Marshall (1883–1959)
      - Stefan Askenase (1896–1985)
        - Martha Argerich (1941– )

      - Lubka Kolessa (1904–1997)

    - Bernhard Stavenhagen (1862–1914)
      - Ernest Hutcheson (1871–1951)

    - Conrad Ansorge (1862–1930)
      - Eduard Erdmann (1896–1958)
        - Paul Baumgartner (1903–1976)
          - Arie Vardi (*1937)
          - Karl Engel (1923–2006)
            - Maria Joao Pires (1944 - )

    - Árpád Szendy (1863–1922)
      - Ilona Kabós (1893–1973)
        - Peter Frankl (1935– )
        - Roberto Szidon (1941–2011)

    - Alfred Reisenauer (1863–1907)
      - Sigfrid Karg-Elert (1877–1933)
      - Sergej Bortkiewicz (1877–1952)

    - Eugen d’Albert (1864–1932)
      - Wilhelm Backhaus (1884–1969)

    - Frederic Lamond (1868–1948)
    - José Vianna da Motta (1868–1948)
      - José Carlos de Sequeira Costa (1929-2019)

  - Teodor Leszetycki (1830–1915)
    - Anna Esipova (1851–1914)
      - Sergeï Prokófiev (1891–1953)
      - Leff Pouishnoff (1891–1959)

    - Ignacy Paderewski (1860–1941)
    - Ossip Gabrilowitsch (1878–1936)
    - Mark Hambourg (1879–1960)
      - Gerald Moore (1899–1987)

    - Richard Buhlig (1880–1952)
    - Artur Schnabel (1882–1951)
      - Clifford Curzon (1907–1982)
      - Eliza Hansen (1909–2001)
        - Christoph Eschenbach (* 1940)
        - Justus Frantz (* 1944)

      - Władysław Szpilman (1911–2000)[7]
      - Adrian Aeschbacher (1912–2002)
      - Rudolf Firkušný (1912–1994)
      - Maria Curcio (1918–2009)[8]
        - Myung-whun Chung (1953– )
        - Terence Judd (1957–1979)
        - Barry Douglas (1960– )[9]
        - Marie-Josèphe Jude (1968– )

      - Claude Frank (1925–2014)
      - Leon Fleisher (* 1928)
        - Dina Koston (1929 - 2009)
        - André Watts (1946– )[10]
        - Yefim Bronfman (1958– )[11]
        - Louis Lortie (1959– )
        - Phillip Bush (1961 - )
        - Kevin Kenner (1963 - )
        - Naida Cole (1974 - )
        - Orit Wolf (1974 - )
        - Wonny Song (1978 - )
        - Jonathan Biss (1980 - )
        - Daniel Wnukowski (1981– )

    - Gottfried Galston (1879–1950)
    - Walter Braunfels (1882–1954)
    - Elly Ney (1882–1968)
    - Ignaz Friedman (1882–1948)
      - Ignace Tiegerman (1893–1968)
      - Bruce Hungerford (1922–1977)

    - Paul Wittgenstein (1887–1961)
    - Benno Moiseiwitsch (1890–1963)
    - Mieczysław Horszowski (1892–1993)
      - Dina Koston (1929-2009)
      - Eugene Istomin (1925–2003)
      - Anton Kuerti (1938– )
      - Murray Perahia (1947– )
      - Peter Serkin (1947– )
      - Steven De Groote (1953–1989)
      - Cecile Licad (1961– )

- - Richard Robert
    - Theo Buchwald
    - Julius Chajes
    - Hans Gál
    - Wilhelm Grosz
    - Clara Haskil
    - Rawicz Marjan
    - Alfred Rosé
    - Marcel Rubin
    - Rudolf Serkin (1903-1991)
      - Ruth Laredo (1937-2005)
      - Richard Goode (1943– )[12]

    - Rudolf Schwarz
    - George Szell
    - Vally Weigl
    - Viktor Zuckerkandl
    - Frederic Waldmann

## Escuela rusa del Conservatorio de Moscú
- Franz Xaver Gebel (1787–1843)
  - Alexander Villoing (1808–1878)
    - Anton Rubinstein (1829–1894)
      - Teresa Carreño (1853–1917)
        - Telémaco Lambrino (1878–1930)

      - Constantin Igoumnov (1873–1948)
        - Lev Oborine (1907–1974)
          - Vladimir Ashkenazy (* 1937)
          - Mikhail Voskresensky (*1935)
          - Peter Rösel (* 1945)

        - Jakow Flier (1912–1977)
          - Viktoria Postnikova (* 1944)
          - Mikhaïl Pletnev (* 1957)

      - Josef Hofmann (1876–1957)
        - Shura Cherkassky (1911–1995)
        - Jorge Bolet (1914–1990)

      - Sandra Droucker (1876–1944)

    - Nikolaï Rubinstein (1835–1881)
      - Vassili Safonov (1852–1918)
        - Alexandre Scriabine (1874–1915)
          - Vladimir Sofronitsky (1901–1961)

        - Josef Lhévinne (1874–1944)
        - Nikolaï Medtner (1880–1951)

      - Alexandre Ziloti (1863–1945)
        - Sergeï Rajmáninov (1873–1943)
        - Alexandre Goldenweiser (1875–1961)
          - Samouïl Feinberg (1890–1962)
          - Lazar Berman (1930–2005)
          - Dmitri Bachkirov (* 1931)
            - Dmitri Alexeev (* 1947)
            - Yulia Goncharenko (* 1968)
            - Arcadi Volodos (* 1972)

- Leopold Godowsky (1870–1938)
  - Heinrich Neuhaus (1888–1964)
    - Iakov Zak (1913–1976)
    - Sviatoslav Richter (1915–1997)
    - Emil Gilels (1916–1985)
      - Valeri Afanassiev (* 1947)

    - Lev Naoumov (1925–2005)
      - Andrej Hoteev[13] (* 1946)
      - Andreï Gavrilov (* 1955)
      - Konstantin Scherbakov (* 1963)

    - Stanislas Neuhaus (1927–1980)
    - Igor Schukow (* 1936)
    - Elisso Virssaladze (* 1942)
      - Boris Berezovsky (* 1969)

    - Radu Lupu (* 1945)

- Félix Blumenfeld (1863–1931)
  - Simon Barere (1896–1951)
  - Vladimir Horowitz (1903–1989)
    - Byron Janis (* 1928)

## Escuela francesa del Conservatorio de París
- Friedrich Kalkbrenner (1785–1849)
  - Camille-Marie Stamaty (1811–1870)
    - Camille Saint-Saëns (1835–1921)
      - Isidor Philipp (1863–1958)
        - Nikita Magaloff (1912–1992)[14]
          - Ingrid Haebler (1926-)
          - Martha Argerich (1941-)

        - Aline van Barentzen (1897–1981)
          - Jacques Rouvier (1947– )
            - Hélène Grimaud (1969– )
            - Philippe Giusiano (1973– )
            - Claire-Marie El Guay (1974– )
            - David Fray (1981– )

        - Henriette Puig-Roget (1910–1992)
        - Jeanne-Marie Darré (1905–1999)
        - Germaine Thyssens-Valentin (1902–1987)
        - Monique de La Bruchollerie (1915–1973)
          - Cyprien Katsaris (1951)
- Georges Mathias (1826–1910)
  - Raoul Pugno (1852–1914)
- Pierre Zimmermann (1785–1853)
  - Charles-Valentin Alkan (1813–1888)
  - Antoine-François Marmontel (1816–1898)
    - Francis Planté (1839–1934)
    - Louis Diémer (1843–1919)
      - Sigismond Stojowski (1869–1946)
        - Oscar Levant (1906–1972)

      - Édouard Risler (1873–1929)
      - Marcel Ciampi (1891-1980)
      - Alfred Cortot (1877–1962)
        - Clara Haskil (1895–1960)
        - Vlado Perlemuter (1904–2002)
          - Joaquin Soriano (1941-)[15]
          - Guillermo González-Hernández (1945-)[16]
          - Jean-François Heisser (1950– )
          - Michel Dalberto (1955– )
          - Christian Zacharias (* 1950)

        - İdil Biret (* 1941)

      - Lazare-Lévy (1882–1964)
        - Monique Haas (1909–1987)
        - Jean Hubeau (1917–1992)
        - Lélia Gousseau (1909–1997)
          - Anne Queffélec (1948– )
          - Alain Raës (1947– )
          - Pascal Devoyon (1953– )

        - Yvonne Loriod (1924–2010)

      - Alfredo Casella (1883–1947)
      - Yves Nat (1890–1956)
        - Yuri Boukoff (1923– )
        - Pierre Sancan (1916–2008)
          - Jean-Bernard Pommier (1944– )
          - Jean-Philippe Collard (1948– )
          - Michel Beroff (1950– )
          - Abdel Rahman El Bacha (1958– )[17]
          - Jean-Efflam Bavouzet (1962– )

        - Yuri Boukoff (1923–2006)
        - Jörg Demus (* 1928)

      - Robert Casadesus (1899–1972)
        - Grant Johannesen (1921–2005)
        - Claude Helffer (1922–2004)

    - Marguerite Long (1874–1966)
      - Jacques Février (1900–1979)
      - Lucette Descaves (1906–1993)
        - Pascal Rogé (1951– )

      - Jean Doyen (1907–1982)
        - Dominique Merlet (1938– )
          - Jean-Marc Luisada (1958– )
          - Philippe Cassard (1962– )
          - Dana Ciocarlie (1967– )
          - François-Frédéric Guy (1969– )
          - Vanessa Wagner (1973– )

      - Yvonne Lefébure (1898–1986)
      - Nina Milkina (1919-2006)[18]
      - Bruno Leonardo Gelber (* 1941)

## Escuela Británica
- Tobias Matthay (1858–1945)
  - Clifford Curzon (1907–1982)
  - Myra Hess (1890–1965)
    - John Ogdon (1937–1989)
    - Stephen Kovacevich (1950– )[19]

  - Eileen Joyce (1908–1991)
  - Moura Lympany (1916–2005)

## Escuela catalana
- Joan Baptista Pujol (1835–1898) (Conservatorio de Barcelona)
  - Carles Vidiella (1856–1915)
  - Isaac Albéniz (1860–1909)
    - Emili Vilalta (1867–1930)

  - Mario Calado (1862–1923)
  - Joan Baptista Pellicer (1862–1930)
    - Amadeu Cuscó (1876–1942)
    - Benvingut Socias (1877–1951)
    - Josep Sabater (1882–1969)
    - Emilia Miret (1892– après 1941)

  - Enrique Granados (1867–1916) (Academia Granados 1901-1920)[20]
    - Frederic Longás (1895–1968)
    - Roberto Gerhard (1896–1970)
    - Paquita Madriguera (1900–1965)
    - Frank Marshall (1883–1959) (Academia Marshall 1920 - )
      - Mercè Roldós (1910–1989)
      - Enric Torra (1910–2003)
      - Alexandre Vilalta (1905–1984)
      - María Vilardell Viñas (1922–2011)
      - Alicia de Larrocha (1923–2009)
        - Antonio Ruiz-Pipó (1934–1997)
        - Antoni Besses (1945– )
        - Antonio Soria Alemany (1967– )
        - Daniel Blanch (1974– )
        - Alba Ventura (1978– )

      - Jaume Padrós (1926–2007)
      - Rosa Sabater (1929–1983)
        - Jordi Vilaprinyó del Perugia (1953– )

      - Rosa Maria Kucharski (1929–2006)
      - Albert Attenelle (1937– ) 
        - Ignasi Cambra (1989– )
        - Abraham Mateos (1991– )
        - Anna Serret Almenara (1988– )

  - Joaquim Malats (1872–1912)
  - Frederic Lliurat (1876–1956)
  - Ricardo Viñes (1875–1943)
    - Enriqueta Garreta (1907–1971)
    - Maria Canals (1914–2010)
      - Leonora Milà (1942– )
- Pere Serra (1870–1934) (Conservatorio del Liceo)
- Modest Serra (1873–1962)
  - Frederic Mompou (1893-1987)
- Joan Lamote de Grignon (1872–1949)
  - Ferran Ardévol (1887–1972)
    - José Ardévol (1911–1981)
    - Joan Guinjoan (1931– )
      - Josep Colom (1947– )
        - Javier Perianes (1978– )

## Escuela checa
- Jakub Virgil Holfeld (1835–1920)
  - Vilém Kurz (1872–1945)
    - Ilona Štěpánová-Kurzová (1899–1975)
      - Ivan Moravec (1930–2015)

    - Rafael Schächter (1905–1945)
    - Eduard Steuermann (1892–1964)
    - Rudolf Firkušný (1912–1994)
    - Zdeněk Jílek (1919–1999)
    - František Maxián (1907–1971)
      - Boris Krajný (1945– )
      - Jan Panenka (1922–1999)
      - Josef Hála (1928– )
      - Antonín Kubálek (1935–2011)

    - Pavel Štěpán (1925–1998)

  - Růžena Kurzová (1880–1938)
- Karel Hoffmeister (1868–1952)
  - František Rauch (1910–1996)
    - Ivan Klánský (1948– )
      - Martin Kasík (1976– )
      - Ivo Kahánek (1979– )

    - Karel Košárek (1967– )

  - Josef Páleníček (1914–1991)